# Abella Danger

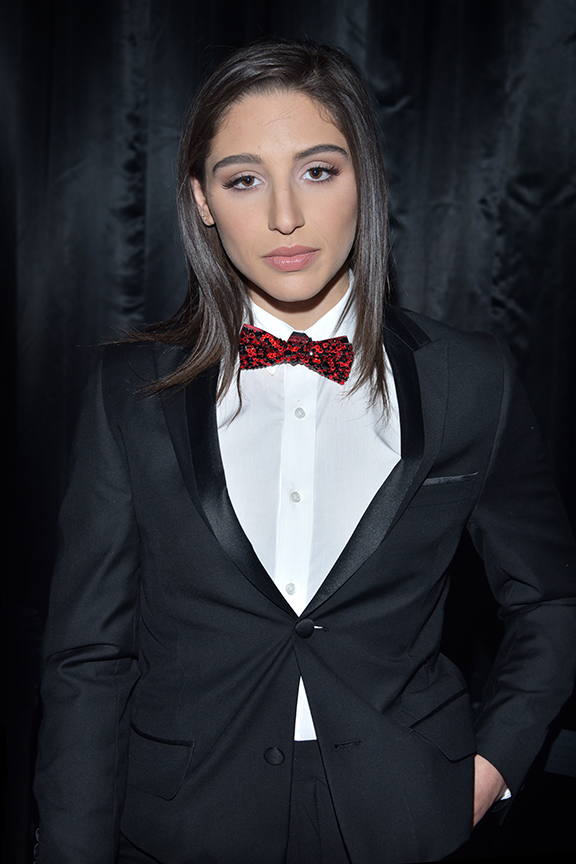
Abella Danger (2017)

Abella Danger (* 19. November 1995 in Miami, Florida) ist eine ehemalige US-amerikanische Pornodarstellerin. Ende der 2010er sowie zu Beginn der 2020er Jahre zählte sie zu den populärsten Darstellerinnen der Branche.

## Leben
Danger begann im Alter von drei Jahren Ballett zu tanzen. Sie hat ukrainisch-jüdische Wurzeln und kam im Juli 2014 für das Studio Bang Bros zu ihrem Debüt in der Pornobranche. Sie zog nach Los Angeles, nachdem sie acht Szenen gedreht hatte. Im Jahr 2016 gelang ihr der Durchbruch, als sie sowohl bei den XBIZ Awards als auch bei den AVN Awards als „Best New Starlet“ ausgezeichnet wurde. Das Magazin Fortune zählte sie im Jahr 2018 zu den zwölf aktuell beliebtesten Darstellerinnen der Pornobranche. Laut Statista wurden im Jahr 2023 Videos von Danger auf Pornhub fast 1,9 Milliarden Mal angesehen. Dies machte sie in diesem Jahr zur meistgesehenen Darstellerin auf dieser Plattform.
Sie drehte Filme für die Studios Jules Jordan Video, Evil Angel, Bang Bros, Digital Playground, Brazzers, Kink.com und Elegant Angel. Danger ist für ihre Darstellungen in Filmen des Genres „Anal“ bekannt. Sie ist ebenfalls in mehreren Teilen der lesbischen Serien Girl Train (Teil 3, 4 und 5) und Fetish Fanatic (Teil 15, 16 und 18) zu sehen. Seit 2019 war sie auch als Pornoregisseurin aktiv. Danger gab an, so einen Teil dazu beitragen zu wollen, dass die Pornobranche in Zukunft weniger männerdominiert sein wird.
Im Laufe ihrer Karriere arbeitete Danger mehrmals mit der Schauspielerin Bella Thorne zusammen. Im 2019 erschienen pornografischen Kurzfilm Her & Him, bei dem Thorne Regie führte, spielte Danger eine der beiden Hauptrollen. 2021 waren Danger und Thore im Musikvideo zu Thornes Song Shake It zu sehen, das beide beim gemeinsamen Sex zeigte. Das Video wurde bereits kurz nach seiner Veröffentlichung von der Videoplattform Youtube heruntergenommen, da es zu explizite Szenen enthalte.
Im Januar 2023 war Danger gemeinsam mit Reya Sunshine Gastgeberin der der Show zur Verleihung der AVN Awards. Im selben Jahr gab sie bekannt, bis auf weiteres keine weiteren Pornofilme mehr zu drehen. Auslöser für diese Entscheidung sei gewesen, dass es im Zuge der COVID-19-Pandemie äußerst schwierig gewesen sei, Pornofilme zu drehen, sodass sich Danger nun anders orientieren wolle. Sie absolviert nun ein Jurastudium an der University of Miami.

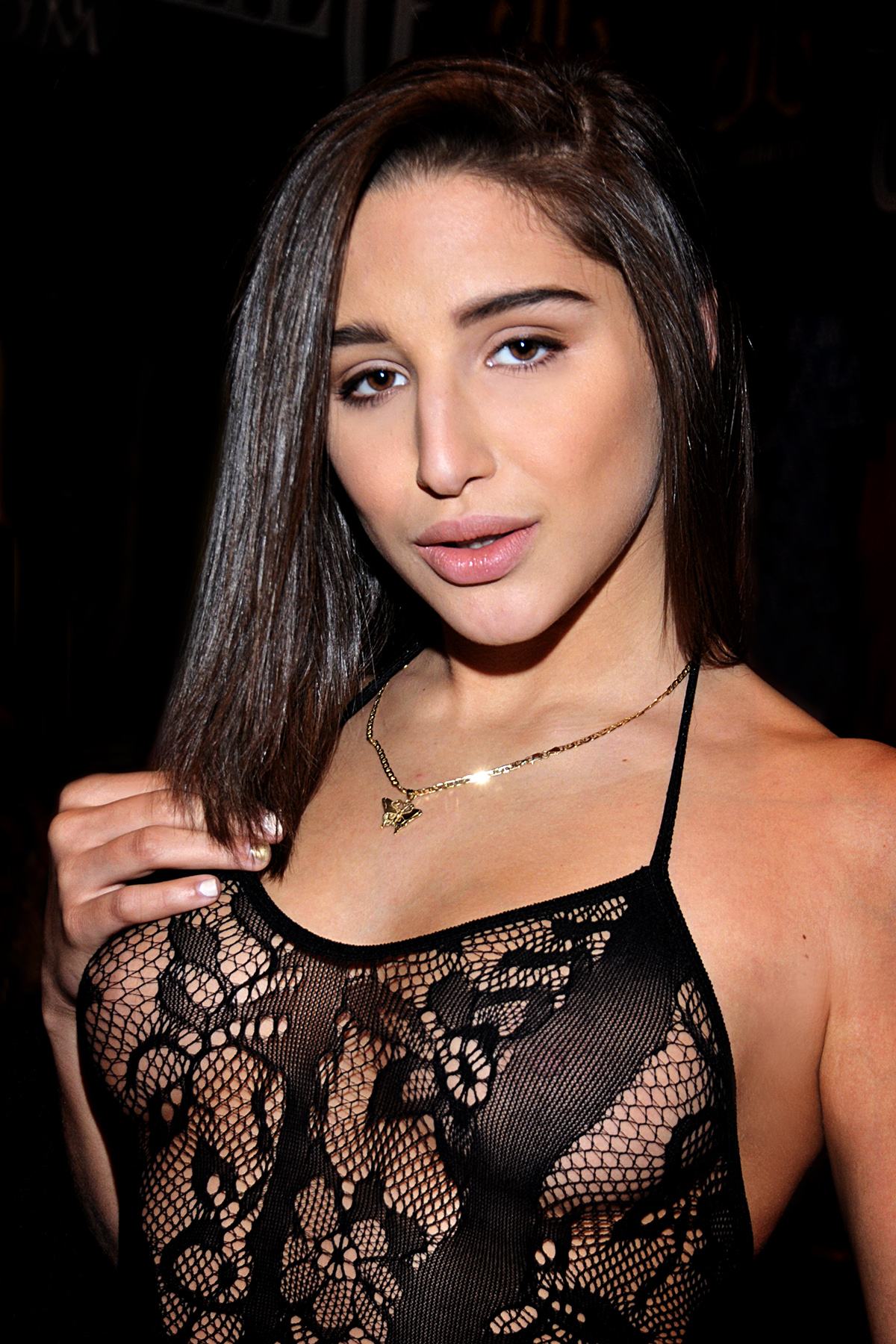
Abella Danger bei den AVN Awards (2016)

## Auszeichnungen
- 2016: AVN Award als „Best New Starlet“[11]
- 2016: AVN Award als „Hottest Newcomer“ (Fan Award)[11]
- 2016: XRCO Award als „Best New Starlet“[12]
- 2016: XBIZ Award als „Best New Starlet“[13]
- 2017: AVN Award in der Kategorie „Best Star Showcase“ für Abella [14]
- 2017: AVN Award in der Kategorie Best Double Penetration Sex Scene für Abella (zusammen mit Mick Blue & Markus Dupree)[15]
- 2017: NightMoves Award für „Best Butt – Editor’s Choice“[16]
- 2018: XRCO Award als „Orgasmic Analist“[17]
- 2019: XRCO Award als „Awesome Analist“[18]
- 2019: NightMoves Award für „Best Butt – Fan’s Choice“
- 2020: AVN Award für „Most Epic Ass“ (Fan’s Choice)[19]
- 2021: AVN Award für „Most Epic Ass“ (Fan’s Choice)[20]
- 2022: AVN Award für „Most Epic Ass“ (Fan’s Choice)[21]
- 2022: PornHub Awards für „Top Anal Performer“[22]
- 2022: PornHub Awards für „Hottest Ass“ (Fan’s Choice)[22]
- 2023: AVN Award in der Kategorie „Most Amazing Ass“ (Fans's Choice)[23]

## Filmografie (Auswahl)
- 2014: All Play No Work
- 2014: Bang Bros Invasion 7
- 2014: Fill Me With Your Orgasm 3
- 2014: Five Girls and One James Deen... Again but with Different Girls
- 2014: Serving Up Creampie
- 2015: All Access: Abella Danger
- 2015: Teens in Tight Jeans 6
- 2015: Creampie Delight
- 2015: Hardcore Pleasures 4
- 2015: Manuel Ferrara's Reverse Gangbang 3
- 2015: Strap Some Boyz 4
- 2015: Mother Lovers Society 13
- 2015: Lesbian Fanatic
- 2015: Lock and Load
- 2015: How to Train Your Teen’s Ass
- 2015: Big Round Asses
- 2015: Sleeping with Danger
- 2015: Flesh
- 2015: All Access Abella Danger
- 2015: Oil Overload 13
- 2015: Anal Verified
- 2015: It’s a Daddy Thing! 6
- 2015: Hardcore Heaven 2
- 2015: Babysitters Taking on Black Cock 2
- 2015: Young and Delicious 2
- 2015: Black & White 4
- 2015: Now Daddy!
- 2015: The Bombshells 6
- 2015: Shades of Scarlet 2: Higher Power
- 2015: True Detective: A XXX Parody
- 2015: My Anal Assistant 3
- 2015: Slutty and Sluttier 24
- 2015: Straight Outta Chatsworth
- 2015: Jewish American Princess
- 2016: 2 Chicks Same Time
- 2016: Abella
- 2016: DNA
- 2017: Bang Bus 65
- 2017: Crazy Girlsway Fan
- 2017: Obsession
- 2017: Interracial Icon 4
- 2017–2018: Brazzers House 2 & 3 (Webserie, 7 Folgen)
- 2017: Yoga Girls 4
- 2017: Young & Beautiful 3
- 2017–2019: Tonight’s Girlfriend 61, 77
- 2018: A Trailer Park Taboo
- 2018: After Dark
- 2018: Competing with the Maid
- 2018: Creampie Swapping
- 2018: Cuckold Sessions 29
- 2018: Curvy Girls 8
- 2018: Squirt for Me 5
- 2018: Sun-Lit 3
- 2018: In the Room: I Like to Watch
- 2018: Love Spell
- 2019: He Made Her Squirt
- 2019: Erotic Massage Stories 12
- 2019: Tushy Raw 3
- 2019: Her & Him
- 2019: St. Patrick's Day Creampies
- 2019: Wash And Dry Her
- 2020: Abella's Blissful DP
- 2020: Banging Bath Bomb
- 2020: Game Night
- 2020: Girl Crush: Abella and Whitney
- 2020: Monster Curves 37
- 2021: Cock Guzzlers 3
- 2021: Moms Bang Teens 40, 43
- 2021: Morning After Drill
- 2021: Sexual Fantasies 5
- 2021: Stuck and Sucked
- 2021: Wake Up and Smell The Pussy
- 2022: 8th Street Latinas 40, 42, 43
- 2022: American Daydreams
- 2022: Cute Elsa Jean Gets Girl Time with Devious Abella Danger
- 2022: Dirty Intentions 18
- 2022: Poppin' Latin Pussy 25
- 2022: Public Sex Adventures 18
- 2022: Pussy Is The Best Medicine 8, 9
- 2022: Sexual Fantasies 12
- 2022: Sneaky Sex 27
- 2022: Stretching My Girlfriend's Pussy 16
- 2022: When Girls Play 27